# Голландская Ост-Индская компания
Голландская Ост-Индская компания (старо-нидерл. Verenigde Oostindische Compagnie, VOC, дословно — «Объединённая Ост-Индская компания») — нидерландская торговая компания. Основана в 1602 году, просуществовала до 1798 года. Осуществляла торговлю (в том числе чаем, медью, серебром, текстилем, хлопком, шёлком, керамикой, пряностями и опиумом) с Японией, Китаем, Цейлоном, Индонезией; монополизировала торговлю с этими странами Тихого и Индийского океанов. Компания обладала квазиправительственными полномочиями, включая возможность вести войну, заключать в тюрьму и казнить осуждённых, заключать договоры, чеканить собственную монету и основывать колонии.
Компания получала огромную прибыль от своей монополии на торговлю специями и рабами на протяжении большей части XVII века. Она оставалась важным торговым предприятием и в течение почти 200 лет ежегодно выплачивала дивиденды, которые в среднем составляли около 18 % от капитала.

## История компании
В 1594 году группа нидерландских купцов основала компанию «Ван Верре» для торговли со странами Востока без посредников. За ней последовало создание других подобных торговых голландских компаний. С целью исключения взаимной конкуренции между ними и совместного противостояния португальской, испанской и английской торговле решением Генеральных штатов Соединённых провинций Нидерландов эти торговые компании были объединены в единую Ост-Индскую компанию в 1602 году. Стартовый капитал компании составлял около 6,5 млн флоринов.
Ост-Индской компанией была основана целая сеть торговых факторий (в том числе на мысе Доброй Надежды, Персии, Бенгалии, Малакке (ныне в составе Малайзии), Китае, Сиаме (ныне Таиланд), Формозе (ныне Тайвань). Акватория, охваченная деятельностью Ост-Индской компании, простиралась от мыса Доброй Надежды на западе до Магелланова пролива на востоке.
Ян Питерсзон Кун, перенёс штаб-квартиру в основанный им город Батавия (ныне Джакарта) на острове Ява, ставший столицей голландских колониальных владений в Азии. Бывшие нидерландские владения в этом регионе до сих пор иногда называют Голландскими Индиями (Голландская Ост-Индия (Индонезия), голландские владения на полуострове Индостан, Цейлон, Малакка, Капская колония в Южной Африке).
Компания располагала шестью офисами (палатами) в портовых городах метрополии (в Амстердаме, Роттердаме, Зеландии, Делфте, Хорне и Энкхёйзене) и управлялась советом из 17 купцов (директоров).
Когда Нидерланды выдвинулись как передовая морская и колониальная держава Европы, Ост-Индская компания стала государством в государстве, обладая не только монополией в ведении внешней торговли, но и правами на заключение международных торговых договоров, мореплавания, беспошлинной транспортировки товара в метрополию, создания факторий, укреплённых прибрежных крепостей, ведение судопроизводства, содержания вооружённых сил и военного флота.
Голландская Ост-Индская компания явилась по сути первой акционерной фирмой в мире, так как впервые права учредителей были оформлены в форме самостоятельных бумаг (акций), которые не только свидетельствовали и фиксировали долевую ответственность за судьбу парусников (и соответственно право принимать долевое участие в распределении прибыли), но и позволяли передавать эти доли новым владельцам или закладывать их в обеспечение своих обязательств. Это было связано с тем, что, по статистике, домой возвращалось только одно судно из трёх, в то время как остальные становились жертвами форс-мажорных обстоятельств (пираты, бури и т. д.). При этом удачный рейс приносил огромную прибыль. Таким образом, процент возможной прибыли пайщика напрямую зависел только от суммы его вклада, мерой которого и становились первые в мире акции. Каждая акция вначале стоила 3000 гульденов (для сравнения, в 1626 году Петер Минёйт купил остров Манхэттен у индейцев за 60 гульденов). Всего было выпущено и продано 2153 акции, на общую сумму 6,459 миллиона гульденов. Уже в 1604 году акции стоили 110 % первоначальной цены. В 1610 году они стоили 130 % первоначальной цены, когда в Европу впервые был привезён китайский чай, закупленный у китайцев в порту Батавия (остров Ява). В дальнейшем стоимость акций росла на 10 % в год. За первые 120 лет истории компании курс её акций вырос до 1260 %, но в дальнейшем произошёл спад.
До 1644 года дивиденды выплачивались натурой — привезёнными товарами (в основном пряностями), в дальнейшем — только деньгами.

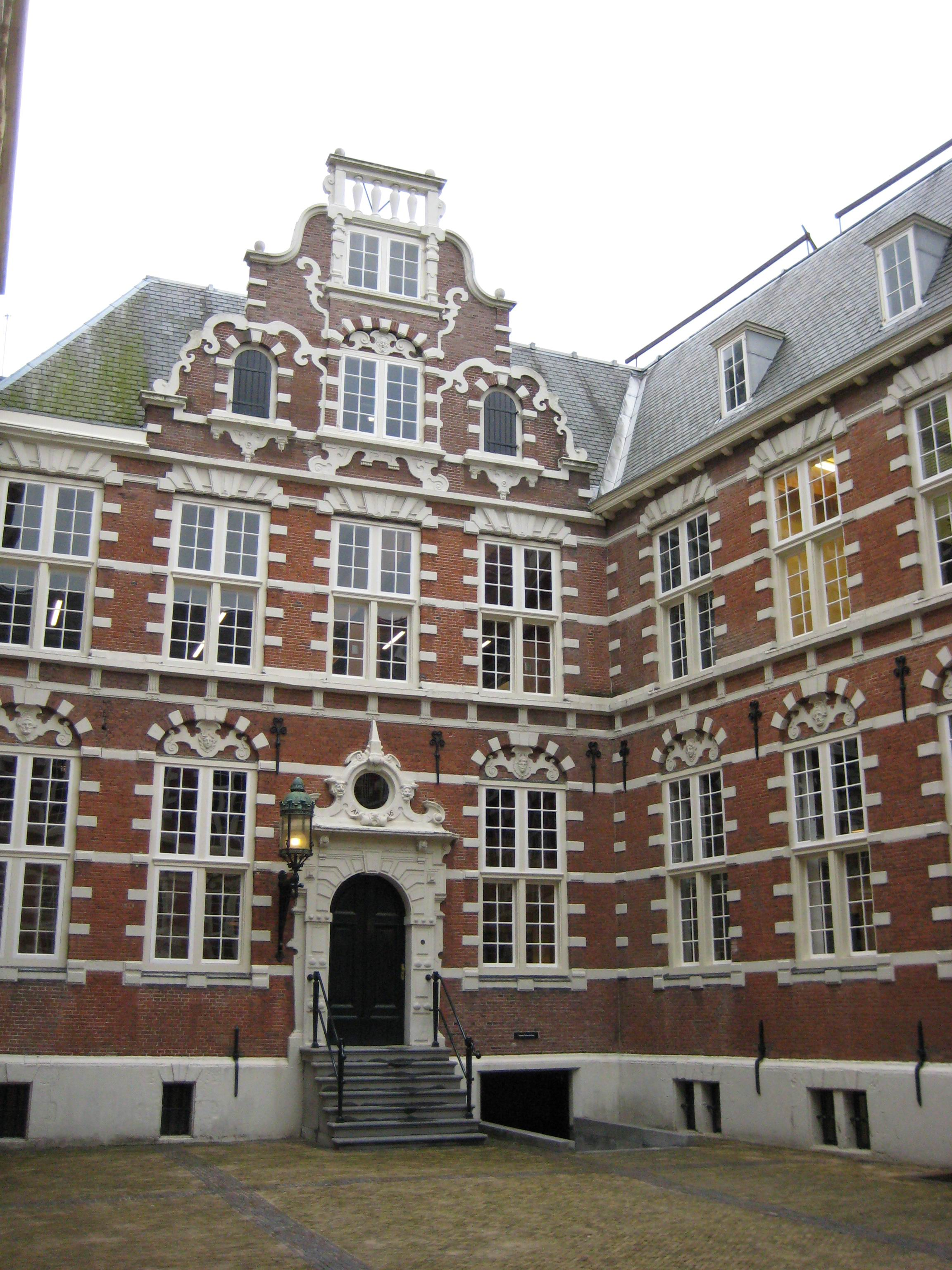
Здание компании в Амстердаме. 1606. Архитектор Хендрик де Кейзер

К 1669 году компания была самой богатой частной фирмой за всю историю, включая свыше 150 коммерческих судов, 40 военных кораблей, 50 000 служащих (в том числе 25 000 сотрудников в Азии и 3000 сотрудников в Нидерландах), частную армию из 10 000 солдат. Компания принимала участие в политических спорах того времени наряду с государствами. Так, в 1641 году она самостоятельно, без помощи Голландского государства, выбила из нынешней Индонезии своих конкурентов — португальцев. Для этого на средства компании были созданы вооружённые отряды из местного населения. В ряде территорий компания обладала правом чеканки монет (см. гульден Нидерландской Индии, дуит в нидерландских колониях).
С именем Голландской Ост-Индской компании связано немало географических открытий и исторических фактов. Так, британский капитан Генри Гудзон, состоявший на службе у компании, в 1609 году во время поиска морского пути в Китай через Америку открыл названные в его честь реку и залив, у берегов которых позднее возник город Нью-Йорк (как известно, первоначально имевший название Нью-Амстердам). Сотрудник компании корабельный врач Ян Ван Рибек основал в 1652 году на южной оконечности Африки продовольственную базу для снабжения судов компании, плывущих из Европы в Индийский океан. Эта база сначала стала населённым пунктом — Капстадом, а впоследствии главным портовым городом ЮАР — Кейптауном.
Компания находилась в постоянном конфликте с Британской империей; испытывала финансовые затруднения после поражения Голландии в войне с этой страной в 1780—1784 годах и распалась в результате этих затруднений (общий долг компании к 1796 году составлял свыше 100 млн флоринов). Обанкротившаяся Ост-Индская компания была расформирована в 1798 году, а её имущество перешло в собственность молодой Батавской республики.

## В культуре
В кинематографе
- В 2007 году вышел фильм, в русском прокате названный «Властелины шторма[нидерл.]» (нидерл. De scheepsjongens van Bontekoe), основанный на реальных событиях путешествия капитана Виллема Бонтеке, описанных в его судовом журнале, сделавшим его очень известным.
- В 2015 году вышел нидерландский историко-биографический фильм, названный в русском прокате «Адмирал», повествующий о реальных событиях в период Англо-голландских войн.

В литературе
- Деятельность голландских негоциантов в Индонезии отражена во многих произведениях Джозефа Конрада.
- В 2010 году вышел художественный роман Дэвида Митчелла «Тысяча осеней Якоба де Зута», основное действие которого происходит на торговой фактории Голландской Ост-Индской компании на искусственном острове Дэдзима в Японии на рубеже XVIII и XIX столетий. В романе частично показан образ жизни служащих Голландской Ост-Индской компании, а также частично показаны события, связанные с банкротством компании.